# 合利兄弟自行车队
合利兄弟自行车队（UCI隊碼：HBT），是一支中国公路自行车队，成立于2010年，在国际自行车联盟级別中曾属亞洲洲际车队。
该车队自2018年起，未登记成为洲际队。

## 2017年队员名单
|      | 車手   | 出生日期              |
| ---- | ------ | --------------------- |
| 中国 | 陈利斌 | 1986年10月7日（31歲） |
| 中国 | 乔玉磊 | 1998年3月7日（19歲）  |
| 中国 | 王丰年 | 1992年6月16日（25歲） |
| 中国 | 王忠辉 | 1997年8月23日（20歲） |

|      | 車手   | 出生日期               |
| ---- | ------ | ---------------------- |
| 中国 | 胥玉龙 | 1993年4月14日（24歲）  |
| 中国 | 杨浩然 | 1998年2月23日（19歲）  |
| 中国 | 杨懿铭 | 1997年1月23日（20歲）  |
| 中国 | 岳昊   | 1992年11月26日（25歲） |

## 主要胜出赛事
2011年
 环辛卡拉克公路自行车赛第6a赛段（赵一鸣）